# Pallavolo ai Giochi della XXX Olimpiade - Qualificazioni al torneo maschile (CAVB)
Le qualificazioni africane di pallavolo maschile ai Giochi della XXX Olimpiade si sono svolte dal 17 al 21 gennaio 2012 a Yaoundé, in Camerun. Al torneo hanno partecipato 5 squadre nazionali africane e la vittoria finale è andata alla Tunisia, che si è qualificata ai Giochi della XXX Olimpiade.

## Squadre partecipanti
- Algeria
- Camerun
- Egitto
- Ghana
- Niger[1]
- Tunisia

## Classifica finale
| Classifica | Squadre | Qualificazione             |
| ---------- | ------- | -------------------------- |
| 1          | Tunisia | Giochi della XXX Olimpiade |
| 2          | Egitto  |                            |
| 3          | Camerun |                            |
| 4          | Algeria |                            |
| 5          | Ghana   |                            |